# Chocholnica
Chocholnica je potok na Středním Pováží, protéká územím okresů Trenčín a Nové Mesto nad Váhom. Je to levostranný přítok Bošáčky a měří 22,3 km. Před obcí Chocholná-Velčice se rozvětvuje na dvě ramena, která se znovu spojují za obcí. Na dolním toku se výrazně vlní a teče víceméně souběžně s Biskupickým kanálem na levém břehu.
- Pramen: v Bílých Karpatech, v podcelku Lopenická hornatina, na východních svazích vrchu Kykula (746,4 m n. m.) v nadmořské výšce kolem 660 m n. m.

- Směr toku: na horním toku na jihovýchod, za obcí Chocholná-Velčice se stáčí na jihozápad

- Geomorfologické celky:
  - Bílé Karpaty, podsestavy Lopenická hornatina a Bošácké bradla
  - Považské podolie, podsestava Trenčínská kotlina, část Bělokarpatské podhůří

- Přítoky: zprava zpod Dúžnika (807,2 m n. m.), Bierovský potok, Melčický potok, Ivanovský potok, přítok z osady Mořské oko, Haluzický potok, bezejmenné přítoky zleva pod vrchy Machnáčem (771,1 m n. m. ) a Skalickým vrchem (437,7 m n. m.)

- Ústí: do Bošáčky nedaleko obce Trenčianske Bohuslavice v nadmořské výšce kolem 185 m n. m.